# Quatuor Anches Hantées
Le Quatuor Anches Hantées est un quatuor de clarinettes français créé en 2001.

## Composition et activité
Quatuor d’exception, le Quatuor Anches Hantées sillonne depuis 20 ans les salles de concert françaises et mondiales. Servi par un répertoire de transcriptions et de créations hors du commun, il se veut être un modèle d’élégance et se démarque par les qualités indéniables de chacun de ses membres ainsi qu’une cohésion artistique des plus abouties dans le monde de la musique de chambre.

« Une formation très originale, quatre clarinettistes qui ont eu l’idée de mettre leurs forces en commun pour créer un répertoire très particulier »

— Jean-François Zygel, Zygel Academy, France 2
Le quatuor étudie au Conservatoire national supérieur de musique et de danse de Paris et bénéficie de l'enseignement de David Walter et de Michel Moraguès. À leur tour, les quatre musiciens deviennent professeurs lors des stages de clarinette de Conques (2009-2012) et de Decazeville (2009-2012).

« Pour apprécier ces artistes à leur juste valeur, nul besoin d'en chanter les louanges : un foisonnement de timbres, une exigence artistique sans faille pour le plus grand bonheur de nos oreilles enchantées »

— Pascal Moraguès, concertiste et clarinette solo de l'Orchestre de Paris
Arsenal de Metz, Salle Gaveau, Opéra de Tours, Salle Cortot, Festival Radio France - Montpellier Occitanie, Flâneries de Reims, Folle Journée de Nantes... le QAH sillonne les salles et festivals français. Véritable acteur culturel, il n’oublie pas pour autant la salle des fêtes de St Jean de Rives, celle de Juvisy, la Halle aux grains de Lavaur, l’Institut National de Jeunes Sourds, les prisons et centres sociaux…

« Le Quatuor Anches Hantées démontre une extraordinaire souplesse et se plie aux plus étonnantes exigences techniques, dans des transcriptions remarquables de quatuors à cordes de Mozart et Beethoven »

— Patrick Szersnovicz, Diapason
Avec l'album Malinconia en 2020, une nouvelle dimension est donnée à l’ensemble. La conquête du grand répertoire du quatuor à cordes lui permet d’assouvir sa soif d’excellence et le pousse au plus haut niveau, le voyant être récompensé de 5 Diapasons et de 4 étoiles Classica. Mus par ce succès, les musiciens proposeront, au sortir de cette année anniversaire (20 ans déjà !), Fanny M., nouvel opus emprunté aux cordes et enrichi d’une création de Richard Dubugnon : Lettre à l’Immortelle Bien Aimée.
Grâce à ses arrangeurs, le Quatuor Anches Hantées développe un répertoire de transcriptions hors du commun et crée l'engouement auprès des compositeurs en multipliant les œuvres originales et les créations contemporaines. Il passe commande auprès de Philippe Hersant, Richard Dubugnon, Charles-David Wajnberg ou Vincent Peirani.
La formation est lauréate de la Fondation Banque populaire depuis 2010 et reçoit le soutien de la SPEDIDAM ainsi que de l'ADAMI notamment pour son spectacle CHA[t]RIVARI, fruit d'une rencontre avec Philippe Geluck et son personnage Le Chat. Ce spectacle musical est mis en scène par Jean Manifacier et coproduit par les Jeunesses musicales de France.
Le Quatuor se produit également pour le jeune public avec son spectacle Ma Mère L'Oye - Voyage au Pays des Contes, avec Jean Manifacier sur un texte d'Elodie Fondacci, et propose une accessibilité aux personnes sourdes et malentendantes sur certains de ses concerts en partenariat avec l'entreprise TIMMPI et le matériel vibratoire SUBPAC et REVOLUTION ACOUSTICS.
Il crée (création mondiale) au disque en 2018 la Romance pour quatuor de clarinettes d'Alfred Bruneau, (disque La Nuit de Mai, Label Salamandre - Vincent Figuri), première pièce connue pour quatuor de clarinettes dans l'histoire de la musique. (1886)

## Répertoire
- Transcriptions réalisées par Bertrand Hainaut, Laurent Arandel, Yann Stoffel, Alexis Morel, Olivier Kaspar : Brahms, Debussy, Dvorak, Haydn, Puccini, Smetana, Strauss...
- Œuvres originales dédiées de Richard Dubugnon (Saratoga Trails, commande du Quatuor Anches Hantées, 2013 / Lettre à l'Immortelle Bien Aimée, 2022), Philippe Hersant (compositeur) (Huit Esquisses), Charles-David Wajnberg (Openings, 2022), Vincent Peirani (Valse des Anches Hantées, 2022)

## Récompenses
- Prix d'honneur de musique de chambre du concours Léopold Bellan en 2003
- Lauréat du Concours européen Musiques d'Ensemble organisé par la FNAPEC, à Paris en 2004
- Premier prix de musique de chambre au CNSMDP en 2009
- Lauréat de la Fondation Banque populaire en 2010
- 5 Diapasons et 4 Etoiles Classica pour l'album Malinconia en 2020

## Discographie
- Les Anches Hantées (enregistré du 18 au 21 avril 2003 à l’église de Quissac (Lot) par Philippe Marre)
- Quatuor Anches Hantées 2 (enregistré du 24 au 26 mars 2006 à l’église de Quissac (Lot) par Yann Grill et Marc Mourgues)
- Quatuor Anches Hantées 3 (enregistré du 4 au 5 mars 2010 à la Fabrique MC11 de Montreuil (Seine-Saint-Denis) par le studio Kos & CO)
- Suite et Funk (enregistré du 3 au 6 juillet 2013 à l’Auditorium de l’école de Musique de Muret) - label Anima
- Boucle d'Or et Autres Contes (Livre Disque enregistré en 2019 avec la voix d'Elodie Fondacci - Editions Gautier-Languereau)
- Un Chat sur La Toile (jeune public - 2016)
- Ballabile (enregistré les 6 et 7 février 2017 à l'Auditorium Saint Pierre des Cuisines de Toulouse) - label Anima
- La Nuit de Mai - participation du QAH à un disque sur Alfred Bruneau - création mondiale de la Romance pour Quatuor de clarinettes d'Alfred Bruneau - label Salamandre - enregistré en 2018
- Malinconia (enregistré du 24 au 28 septembre 2019 à la ferme de Villefavard en Limousin) - label Anima
- Opéra sans diva (enregistré du 18 au 20 février 2021 à Limusic-Residence Recording Studio de Limoux) - label QAH